# Hevonkack
Hevonkack (finska: Hevonkakki) är en ö i Finland. Den ligger i Skärgårdshavet och i kommunen Pargas i den ekonomiska regionen  Åboland i landskapet Egentliga Finland, i den sydvästra delen av landet. Ön ligger omkring 40 kilometer väster om Åbo och omkring 190 kilometer väster om Helsingfors.
Öns area är 0,96 kvadratkilometer och dess största längd är 1,8 kilometer i sydöst-nordvästlig riktning. Ön höjer sig omkring 30 meter över havsytan.